# Садыков, Сагдат Кабирович
Сагда́т Каби́рович Сады́ков (каз. Сағдат Қабірұлы Садықов; 29 июля 1973, Усть-Каменогорск) — казахский дзюдоист лёгкой весовой категории, выступал за сборную Казахстана в конце 1990-х — середине 2000-х годов (также на нескольких турнирах представлял Кыргызстан). Участник двух летних Олимпийских игр, обладатель серебряной медали чемпионата Азии, бронзовый призёр Восточноазиатских игр в Осаке и Центральноазиатских игр в Душанбе, победитель многих турниров национального и международного значения.

## Биография
Сагдат Садыков родился 29 июля 1973 года в городе Усть-Каменогорске Восточно-Казахстанской области Казахской ССР. Впервые заявил о себе в сезоне 1996 года, выиграв в лёгком весе бронзовую медаль на студенческом чемпионате мира в Канаде. Год спустя дебютировал на этапе Кубка мира в Париже, ещё через год выступил на этапе Кубка мира в Москве, где на стадии 1/16 финала потерпел поражение от россиянина Аслана Анаева.
Благодаря череде удачных выступлений удостоился права выступить на летних Олимпийских играх 2000 года в Сиднее, причём представлял здесь сборную Кыргызстана. В первом же поединке проиграл корейцу Чхве Ён Сину, в то время как в утешительных встречах за третье место был побеждён американцем Джимми Педро, бронзовым призёром предыдущих Олимпийских игр.
После сиднейской Олимпиады Садыков вернулся в состав дзюдоистской команды Казахстана и продолжил принимать участие в крупнейших международных турнирах. Так, первого серьёзного успеха на взрослом международном уровне он добился в 2001 году, когда побывал на Восточноазиатских играх в японской Осаке, откуда привёз награду бронзового достоинства, выигранную в лёгкой весовой категории. Кроме того, будучи студентом, в этом сезоне выступил на летней Универсиаде в Пекине, где занял в своём весовом дивизионе пятое место.
В 2002 году стал пятым на этапе Кубка мира в Праге, одержал победу на турнире Санджара Джандосова в Алма-Ате и на мемориальном турнире Магомеда Парчиева в Назрани, занял седьмое место на Азиатских играх в корейском Пусане. В следующем сезоне выиграл чемпионат Казахстана в лёгкой весовой категории и завоевал бронзовую медаль на Центральноазиатских играх в Душанбе. Ещё через год получил серебро на домашнем чемпионате Азии в Алма-Ате — взял верх над всеми соперниками в своей турнирной сетке кроме корейца Ким Джэ Хуна.
Будучи одним из лидеров казахстанской национальной сборной, благополучно прошёл квалификацию на Олимпийские игры 2004 года в Афинах — в стартовом поединке вновь встретился с американцем Джимми Педро и снова проиграл ему — тот в итоге стал бронзовым призёром олимпийского турнира. Вскоре по окончании этих соревнований принял решение завершить карьеру профессионального спортсмена, уступив место в сборной молодым казахским дзюдоистам.
В 2009 году назначен начальником ГУ «Отдел физической культуры и спорта города Усть-Каменогорска».
В 2019 году назначен на должность заместителя генерального директора РГКП «Национальный научно-практический центр физической культуры». С 26 октября 2022 года занимает должность генерального директора Центра.